# Liste de nothosaures
La liste suivante comprend tous les genres qui sont inclus dans l'ordre des Nothosauroidea et des Pistosauroidea, en excluant les plésiosaures (voir Liste de plésiosaures).

## Portée et terminologie
Les conventions de nommage suivent le Code international de nomenclature zoologique. Les termes utilisés sont :
- « synonyme Junior » :  un nom qui décrit un taxon précédemment publié sous un autre nom. Si deux ou plusieurs noms de genre ont été officiellement créés et que des spécimens-type sont ensuite affectés au même genre, le premier à être (chronologiquement) publié est le synonyme principal (senior) ; tous les autres seront des « synonymes juniors ». C’est le synonyme senior qui est généralement utilisé (sauf décision spéciale du CIZN), mais des synonymes juniors ne peuvent pas être à nouveau utilisés pour décrire un nouveau taxon. Les synonymes juniors sont souvent subjectifs, à moins que les genres décrits soient tous les deux basés sur le même spécimen-type.
- nomen nudum (signifie « nom nu » en latin) : c’est un nom déjà paru dans la presse, mais non-encore officiellement validé et publié par l'ICZN. Les « nomina nuda » (pluriel de « nomen nudum ») sont considérés comme scientifiquement non-valides, et ne figurent donc pas en italique comme un véritable nom générique le serait. Dès que ce nom est publié officiellement, il peut paraître en italique sur cette liste. Il est fréquent que le nom officiellement publié diffère de toutes les désignations « nuda » qui décrivent le même spécimen. Souvent lors de la publication officielle du nom, celui-ci diffèrera du nomen nudum correspondant. Dans ce cas, ces nomina nuda seront supprimés de la liste en faveur des noms publiés.
- nom pré-occupé : un autre formellement publié mais qui est utilisé pour un autre taxon. Ce second usage est invalide et le nom doit être remplacé. Comme ces noms ne sont pas valides, ils ne figurent pas dans la liste.
- nomen dubium (signifie « nom douteux » en latin) : un nom décrivant un fossile sans traits caractéristiques uniques. Comme il s’agit d’une détermination subjective et susceptible de controverse, ce type de terme n'est pas utilisé dans cette liste.

## Liste de genres
| Genre             | Statut  | Auteur(s)       | Année | Période         | Famille             | Image |
| ----------------- | ------- | --------------- | ----- | --------------- | ------------------- | ----- |
| Anarosaurus       | Valide  | Dames           | 1890  | Trias moyen     | Pachypleurosauridae |       |
| Anomosaurus       | Valide  | Huene           | 1902  | Trias supérieur | Nothosauridae       |       |
| Augustasaurus     | Valide  | Sander et al.   | 1997  | Trias moyen     | Pistosauridae       |       |
| Bobosaurus        | Valide  | Vecchia         | 2006  | Trias supérieur | Incertaine          |       |
| Ceresiosaurus     | Valide  | Peyer           | 1931  | Trias moyen     | Nothosauridae       |       |
| Chinchenia        | Douteux | Young           | 1965  | Trias moyen     | Incertaine          |       |
| Corosaurus        | Valide  | Case            | 1936  | Trias inférieur | Corosauridae        |       |
| Cymatosaurus      | Valide  | Fritsch         | 1894  | Trias moyen     | Cymatosauridae      |       |
| Dactylosaurus     | Valide  | Gürich          | 1884  | Trias moyen     | Pachypleurosauridae |       |
| Diandongosaurus   | Valide  | Shang           | 2011  | Trias moyen     | Incertaine          |       |
| Germanosaurus     | Valide  | Nopcsa          | 1928  | Trias moyen     | Germanosauridae     |       |
| Hanosaurus        | Valide  | Young           | 1972  | Trias inférieur | Simosauridae        |       |
| Keichousaurus     | Valide  | Young           | 1958  | Trias supérieur | Pachypleurosauridae |       |
| Kwangsisaurus     | Valide  | Young           | 1959  | Trias moyen     | Nothosauridae       |       |
| Lariosaurus       | Douteux | Curioni         | 1847  | Trias moyen     | Lariosauridae       |       |
| Metanothosaurus   | Valide  | Yabe et Shikama | 1948  | Trias moyen     | Nothosauridae       |       |
| Neusticosaurus    | Valide  | Seeley          | 1882  | Trias supérieur | Pachypleurosauridae |       |
| Nothosaurus       | Valide  | Münster         | 1834  | Trias supérieur | Nothosauridae       |       |
| Odoiporosaurus    | Valide  | Renesto et al.  | 2014  | Trias moyen     | Pachypleurosauridae |       |
| Pachypleurosaurus | Valide  | Broili          | 1927  | Trias moyen     | Pachypleurosauridae |       |
| Paranothosaurus   | Douteux | Peyer           | 1939  | Trias supérieur | Nothosauridae       |       |
| Pistosaurus       | Valide  | Blainville      | 1835  | Trias moyen     | Pistosauridae       |       |
| Proneusticosaurus | Valide  | Volz            | 1902  | Trias moyen     | Nothosauridae       |       |
| Sanchiaosaurus    | Valide  | Young           | 1965  | Trias moyen     | Incertaine          |       |
| Serpianosaurus    | Valide  | Rieppel         | 1989  | Trias moyen     | Pachypleurosauridae |       |
| Simosaurus        | Valide  | Meyer           | 1842  | Trias moyen     | Simosauridae        |       |
| Yunguisaurus      | Valide  | Cheng           | 2006  | Trias supérieur | Incertaine          |       |